# Antiochiai Szent Ignác
Antiochiai Ignác (ógörögül: Ιγνάτιος Αντιοχείας, latinul: Ignatius Antiochenus), vagy egyházi nevén Antiochiai Szent Ignác, vagy Ignác Theophorus („Istennek hordozója”) (1. század – 107–140-es évek között) Antiochia püspöke, ókeresztény író, apostoli atya.

## Élete
Életéről alig tudunk valamit; az szinte teljes egészében saját írásaiból ismert, illetve a későbbi (néha hamis) hagyományok alapján. Letartóztatása előtti életéről nincs feljegyzés, de levelei feltárják személyiségét és kora kereszténységére gyakorolt hatását.
Állítólag fiatalon áttért a keresztény hitre. A hagyomány Ignácot és barátját, Polikárpot János apostol tanítványaiként azonosítja. Iréneusz szerint Traianus idejében Antiokheia püspöke volt.
A 4. századi egyháztörténész, Euszebiusz azt írja, hogy Evodiust követte a püspöki székben. Az 5. századi Theodorétosz meg azt írta, hogy Péter apostol maga adott utasítást Ignác kinevezésére Antiókhia püspöki székébe. Utóbbit a mai kutatók erősen kétségbe vonják. A katolikus legenda azt is tartotta róla, hogy egyike volt azoknak a gyermekeknek, akiket Jézus Krisztus a karjába vett és megáldott.
Gondolatát befolyásolták Pál levelei és a János apostolhoz kötődő hagyomány. Lehetséges, hogy személyesen is ismerte János apostolt.
Domitianus rendeletet hozott a zsidók üldözésére, de ekkor még nem tettek különbséget a zsidó felkelők és a keresztények között. Traianus olyan rendeletet hozott, hogy aki nem tagadja meg keresztény hitét, azt el kell ítélni. 
Valamikor a 2. század első felében a szíriai egyház üldözése során Ignácot is láncra verték és hajóra tették Róma felé. Ekkor már a régió keresztényei között ismert alak lehetett.
Euszebiosz ismeretlen alapon 107-re vagy 108-ra datálja a halálát, a mai kutatók ezt jóval későbbre, többnyire 130 és a 140-es évek közé teszik. Feltehetően a római arénában oroszlánok falták fel. A halálát Polikarposz tanítványa, Iréneusz jegyezte fel, aki 202–203 körül halt meg.

## Levelei
Ignácot valamikor a 2. században rabságba vetették. Úgy tűnik, hogy a Róma felé tartó úton, még a kis-ázsiai útja során a katonák lehetővé tették, hogy más keresztényekkel találkozzon, legalábbis Filadelfiában. Ezek a keresztény hittestvérek lehetővé tették számára, hogy hat levelet küldjön a közeli közösségeknek, és egyet Polikárpnak, Szmirna püspökének. 
A levelei:
- Az efezusiakhoz
- Magnéziaiakhoz
- Levél Trallianshoz
- A rómaiakhoz
- A filadelfiaiakhoz
- Levél szmirniakhoz
- Polikárphoz, Szmirna püspökéhez

## Tanítása
Teológiai üzenetének magva a világban megtalálható isteni üdvökonómia: Istennek az a szándéka, hogy megszabadítsa a mindenséget és az embert e világ fejedelmének önkényétől. A próféták által készítette fel az emberiséget erre a diadalra, amelyben beteljesedtek a próféták várakozásai. Az üldözött próféták ugyanis az üldözött keresztények előképei.
Világosan vallja mind Krisztus emberségét, mind istenségét. Támadja a dokétistákat, akik tagadták Krisztus emberi természetét és szenvedését. Velük szemben hangsúlyozza a földi Krisztust, aki született, szenvedett és meghalt. Külön kiemeli Mária szüzességét és szülését.
Krisztológiáját Szent Pálra alapozza, de gazdagítja Szent János szeretetmisztikája is. Az egyházat szeretet-szövetségnek, de az áldozatbemutatás helyének, áldozati oltárnak is mondja. Az elnevezés mögött az állhat, hogy az eucharisztiát az egyház áldozatának tekinti. Ez egyben Krisztus szenvedő teste, a halál ellenszere, a halhatatlanság orvossága is.
Ő használja először a katolikus egyház kifejezést az egész közösség megnevezésére. Az épülő templom képe nála az egyház egységének képe, ami rokon Hermász Pásztorával.
A hierarchia hármas tagozódása az égi és a földi hierarchia párhuzamát tükrözi. A püspök Isten képviselője, az Atya képmása, a papok képezik az apostoli tanácsot és a diakónusok végzik Krisztus szolgálatát. A monepiszkopátus liturgikus felfogása, nem jogi megalapozása ez. A monarchiális episzkopátus felel az egész nyájért, ami a püspök őr szerepét emeli ki. Mindemellett a püspök elsősorban tanítója a híveknek, a vele való közösség megőrzése véd meg leginkább a tévedéstől és az eretnekségtől. Ő a liturgia főpapja, és Isten titkainak intézője. Sem a keresztség, sem az Eucharisztia nem mehet végbe nélküle. A házasságok is az ő jelenlétében köttetnek, amelyek egyébként Krisztus és Egyházának örök kapcsolatát jelképezik. A Kis-Ázsiába és a Rómába küldött levelek kezdő sorait összevetve kitűnik, hogy Rómát a többi egyház fölé helyezi.
Ignácnál a (püspöki) hivatal és a (prófétai) karizma között nincs feszültség. A lélek üzenete ugyanis az egyház egységének megőrzésére szolgál. Ez minden prófécia, kinyilatkoztatás, lelki adomány kritériuma. Éppen ezért nem is említi a prófétákat, akiket pedig a Didakhé leírása szerint a Lélek küld egyik egyházból a másikba. Még a fiatal püspök tekintélye sem kérdőjelezhető meg.
Krisztológiájához hasonlóan misztikája is egyaránt mutatja Szent Pál és Szent János hatását: a Krisztussal való egyesülés és a benne való élet eszméjének összefonódásából születik Ignác kedvenc gondolata: Krisztus követése. Ahogyan Krisztus utánozta az Atyát, úgy kell nekünk őt utánozni. Elsősorban a szenvedésben és a halálban kell követnünk őt (Róm. 6,3). Ezért aggódik amiatt, hogy a rómaiak esetleg megmenthetik a vadállatok torkából. A vértanúság számára Krisztus tökéletes követése (Smyrn. 4,2). Kedvenc témája továbbá Pál gondolata: a keresztények lelke Krisztus istenségének temploma (Eph.l5,3). Nemcsak Krisztus van bennünk, hanem a Krisztussal való egység révén valamennyi keresztényt összeköti az isteni egység. Gyakran hangsúlyozza azonban, hogy ez az egység csak akkor áll fenn, ha a keresztények egységben maradnak püspökükkel hitben, engedelmességben és imádságban. Misztikája tehát nem az egyéni lélek köré épül, hanem a liturgikus testületként működő hívő közösség a központja.
A levelek hitelességét kétségbe vonták protestáns körök, mivel nem tudták elfogadni, hogy már Traianus korában megjelenhetett az episzkopátusnak ez a centralizált formája. A külső és belső bizonyítékok azonban olyan erősek, hogy manapság már senki nem vonja kétségbe a levelek hitelességét. Maga Szent Polükarposz is tanúskodik létezésükről közvetlenül Ignác halála után. A patrológia óriásai szintén kiálltak a hitelesség mellett: J. B. Lightfoot, A. v. Harnack, Th. Zahn és F. X. Funk.
A levelek három recenziójáról szokás beszélni. A rövid recenzió a Codex Mediceus Laurentianusban maradt fenn, mégpedig csak görögül. Ez a recenzió a második századból származik. A hosszú recenzió a 4. században született. Az apollináristákkal kapcsolatban levő kompilátor hat másik levelet csatolt az eredeti héthez. A szír nyelvű rövid változatot 1845-ben publikálták, valószínűleg a rövid recenzió szír változatának rövidítése, és nem az eredeti forma.8
Óv a pártoskodástól. Figyelmeztet az álkeresztényekre. (pogány sarlatánok és zsidózó tévtanítók.)
Alig idéz az Ósz-ból, Krisztocentrikus, az evangélium a fontos. A tanítványság: Isten utánzása, a vértanúság: Krisztus utánzása. A vértanúság vágya, de nem veti meg a testi életet.
A misztika: Isten csendjéből, hallgatásából származó ige. A betlehemi csillag nála Isten emberi módon való megjelenését jelzi. Jézus testi feltámadását a Héberek szerinti apokrif evangélium megfogalmazásában idézi.
Valószínűleg a leírtak nem elveket, hanem konkrét egyházi állapotot tükröztek. A páli leveleket, ó- és úszi apokrifeket, Kelement ismerhette. Az ázsiai stílus, érzelmesebb, képekben gazdagabb, szemita.

## Emlékezete
Testének maradványait elküldték Antiochiába, majd visszakerült Rómába a Szent Kelemen-bazilikába. Eleinte december 20-ára, azután valószínűleg elírás miatt február elsejére tették az ünnepnapját, majd a szírektől vette át a római egyház az október 17-ét.

## Művei magyarul
- Antiochiai Szent Ignác hét levele IN: Apostoli atyák, Szent István Társulat, Budapest, 1980, ISBN 963-360-371-4, 161–197. o. elektronikus elérés